# Khaled Shili
Khaled Shili (Túnez, 1966) es un diplomático tunecino. El 2 de enero de 2020 el primer ministro Habib Jemli propuso su nombre como Ministro de Asuntos Exteriores de Túnez, estando pendiente de confirmación en parlamento.

## Trayectoria
Tiene una maestría de la Academia Mediterránea de Estudios Diplomáticos de la Universidad de Malta.
Comenzó su carrera diplomática en el Ministerio de Relaciones Exteriores de Túnez en octubre de 1994, asumiendo el cargo de Secretario de Relaciones Exteriores en la Dirección de Capacitación y Desarrollo (1995-1996) y posteriormente el de Secretario de Relaciones Exteriores en la Dirección General para Europa (1997-2000). En 2003 se examinó como asesor de asuntos exteriores y tres años después presidió el departamento de la Dirección General para Europa (2006-2009). Más tarde fue asesor de la embajada de Túnez en Bucarest antes de unirse en 2014 a la Dirección General de organizaciones y conferencias internacionales. También fue elegido para formar parte del comité directivo responsable de desarrollar un plan de acción nacional para la implementación de la Resolución 1325 (PAN-1325) del Consejo de Seguridad sobre el programa regional "Mujeres, paz y seguridad en los Estados árabes ". En 2016, Shili se unió al departamento de derechos humanos del Ministerio de Relaciones Exteriores y fue nombrado para formar parte del Consejo de Igualdad de Oportunidades para Hombres y Mujeres. En 2017 fue nombrado embajador de Túnez en Jordania. 
El 2 de enero de 2020 el primer ministro Habib Jemli propuso su nombre para estar al frente del Ministerio de Asuntos Exteriores de Túnez. De confirmarse su nombramiento por la Asamblea de Representantes del Pueblo sustituiría a Sabri Bachtobji ministro de exteriores interino desde el 29 de octubre de 2019 tras la destitución de Khamaies Jhinaoui.